# Paragnorimus hondurensis
Paragnorimus hondurensis är en skalbaggsart som beskrevs av Smith 2010. Paragnorimus hondurensis ingår i släktet Paragnorimus och familjen Cetoniidae. Inga underarter finns listade i Catalogue of Life.